# Svend Bergstein
Svend Bergstein, né le 7 juillet 1941 à Copenhague (Danemark) et mort le 8 mars 2014, est un homme politique danois, ancien ministre et membre des Démocrates du centre.

## Biographie
Svend Bergstein s'engage dans l'armée de l'air royale danoise où il devient premier lieutenant en 1971, capitaine en 1975, puis major en 1980. En 1989, il intègre le groupe consultatif et d'analyse du ministère de la défense.
Il acquiert une certaine notoriété en 1991 en tant qu'expert invité à expliquer la guerre du Golfe à la télévision danoise.
Engagé au sein des Démocrates du centre, il est nommé ministre de la Recherche et de la Technologie le 25 janvier 1993, quand le parti intègre un gouvernement de coalition dirigé par le social-démocrate Poul Nyrup Rasmussen. Il quitte le gouvernement après avoir échoué à se faire élire comme député au Folketing lors des élections législatives de 1994. Il retourne alors à sa carrière militaire, devenant lieutenant-colonel de l'armée de l'air, jusqu'à sa retraite en 2001.
En janvier 2007, il fait un retour en politique en étant élu président de la section de Copenhague du Parti populaire conservateur, en remportant 59 voix contre 58 pour son adversaire.
Atteint de la maladie d'Alzheimer, il meurt le 8 mars 2014, à l'âge de 72 ans.